# The Dark Side of the Moon Live
The Dark Side of the Moon Live es una gira mundial realizada por Roger Waters, cantante y compositor de la banda inglesa Pink Floyd, como expresión de su deseo de interpretar el mítico álbum The Dark Side of the Moon luego de la histórica reunión con sus antiguos compañeros de banda durante el concierto Live 8 en julio de 2005, la misma tuvo como puntapié inicial el 2 de junio de 2006 en la ciudad de Lisboa y concluyó en junio de 2008 en la ciudad de San Petersburgo. El espectáculo tiene una duración de casi tres horas, dividido en tres partes; la primera con temas clásicos de Pink Floyd junto con algunos de la carrera en solitario de Roger Waters, la segunda parte en la que se desarrolla íntegramente The Dark Side of the Moon, y por último un bis con algunas piezas de The Wall. 
La gira mundial tuvo una asistencia de 2,6 millones de personas aproximadamente, con un total de 119 shows que recorrió 35 países de Europa, Norteamérica, Latinoamérica, Asia y Oceanía. 
Mark Fisher, como ya hiciera con la gira The Wall de Pink Floyd, es el encargado del diseño del espectáculo, que cuenta con una serie de elementos que hacen del concierto un espectáculo de luz, imagen y por supuesto sonido. Pantalla gigante en el escenario, muñecos hinchables de un astronauta y del mítico cerdo del álbum Animals, y sonido cuadrafónico son algunos de estos elementos.

## Banda
Waters ha conservado gran parte de la banda que lo ha acompañado desde su gira In the Flesh Live comprendida entre 1999 y 2002.

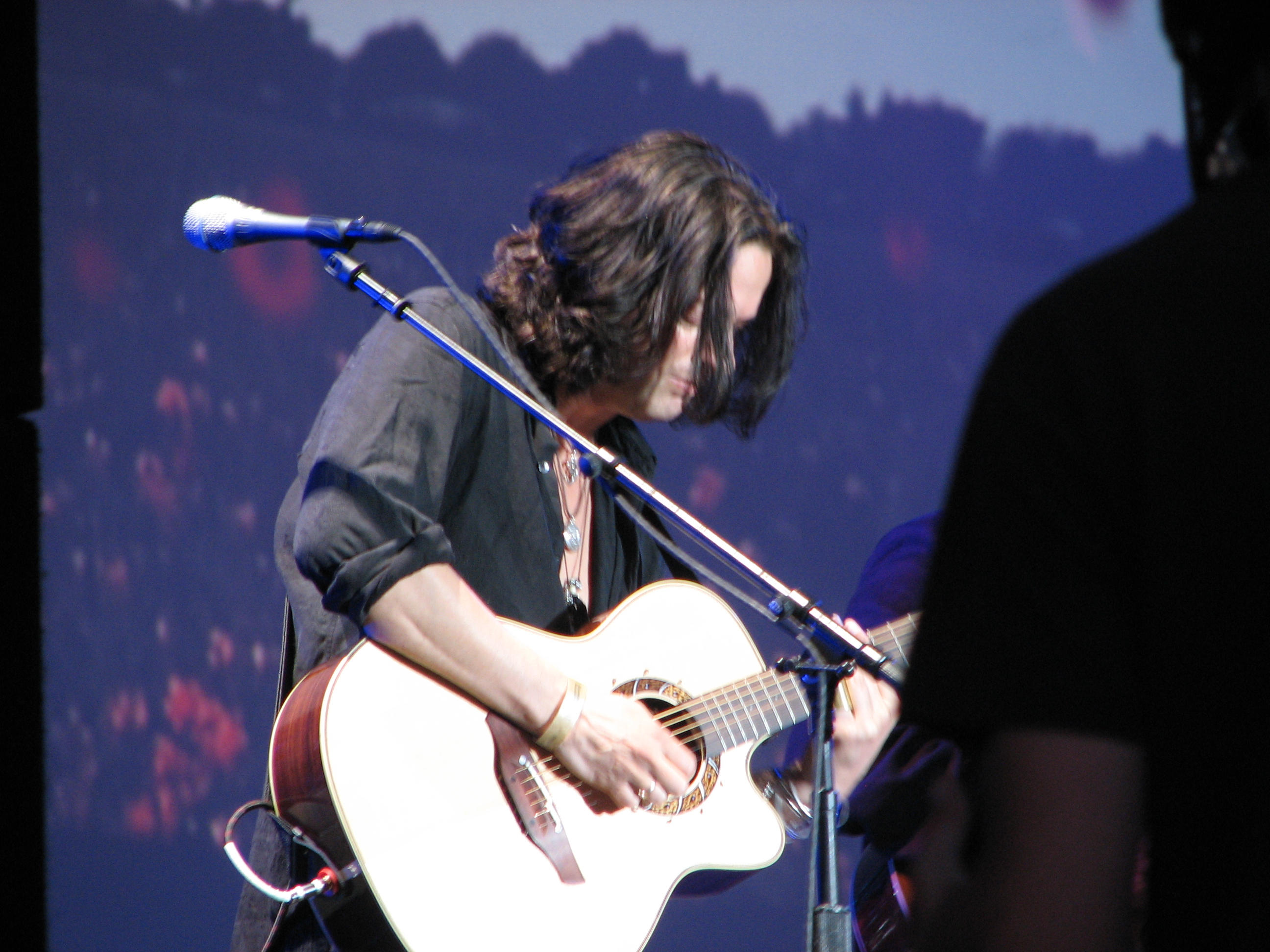
Dave Kilminster tocando junto a Roger Waters en el Festival Arrow Rock, 10 de junio de 2006

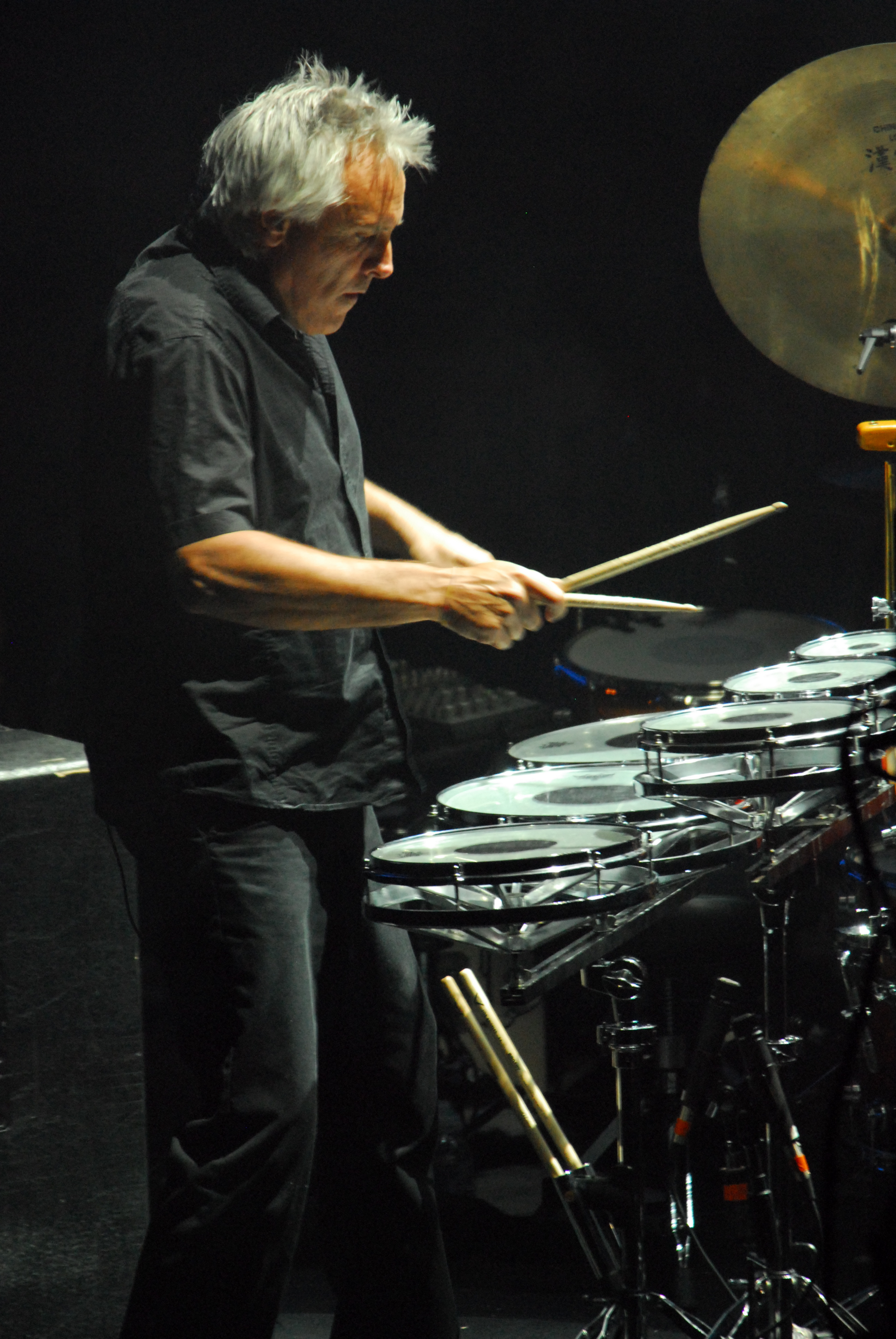
Graham Broad interpretando "Time" junto a Roger Waters en Ottawa, 6 de junio de 2007

### Miembros de la banda 2006-2007
Siete músicos y tres coristas acompañan a Waters en el escenario. Además Nick Mason, miembro de Pink Floyd, estuvo a la batería en algunos de los conciertos.
- Roger Waters – Voz, bajo y Guitarra acústica
- Andy Fairweather-Low – Guitarra, bajo y coros (ha grabado y tocado en directo con George Harrison, The Who, y Eric Clapton).
- Snowy White – Guitarra eléctrica (miembro de Thin Lizzy (1979-1981). Estuvo tocando para Pink Floyd como músico de apoyo en vivo en 1977, 1979 y 1980.
- Dave Kilminster – Guitarra eléctrica, voz y segundo bajo.
- Jon Carin – Sintetizador, Guitarra, “lap steel guitar” y voz (ha tocado anteriormente con Waters, con Pink Floyd cuando este ya no estaba, con David Gilmour, y con The Who).
- Harry Waters – Teclados, sintetizador (Es hijo de Roger Waters).
- Ian Ritchie – Saxofón, EWI y segundo bajo.
- Graham Broad – Batería y percusión
- Katie Kissoon - Coros (ha actuado con Elton John, Eric Clapton, Van Morrison, y muchos otros).
- P. P. Arnold - Coros (ha hecho coros para Ike y Tina Turner.)
- Carol Kenyon – Coros (ha grabado con Van Morrison y Tears for Fears).

Nick Mason, compañero de Roger Waters en Pink Floyd, tocó la batería en los conciertos del 12 de junio en Islandia , el 29 de junio en Irlanda, el 1 de julio en Londres, el 12 de julio en Italia, y el 14 de julio en Francia . Durante la gira por Estados Unidos, actuó en el Madison Square Garden y las tres noches en el Hollywood Bowl. En el 12 de mayo en Londres, Mason subió al escenario en la segunda parte del espectáculo.

### Miembros de la banda en 2008
Un pequeño cambio en la banda en abril y mayo de 2008. [1] Chester Kamen reemplazó a Andy Fairweather-Low en las guitarras. Chester viajó con Waters en 2002, durante el tercer año de la gira In The Flesh, en ese entonces reemplazando a Doyle Bramhall II. Chester es el hermano del cantante Nick Kamen . Sylvia Mason-James reemplaza a Katie Kissoon en los coros. Mason-James también estuvo de gira con los Pet Shop Boys. Estos conciertos de Roger Waters fueron los primeros sin Fairweather-Low, desde 1984, cuando reemplazó a Tim Renwick, y el primero sin Kissoon.

## Lista de canciones

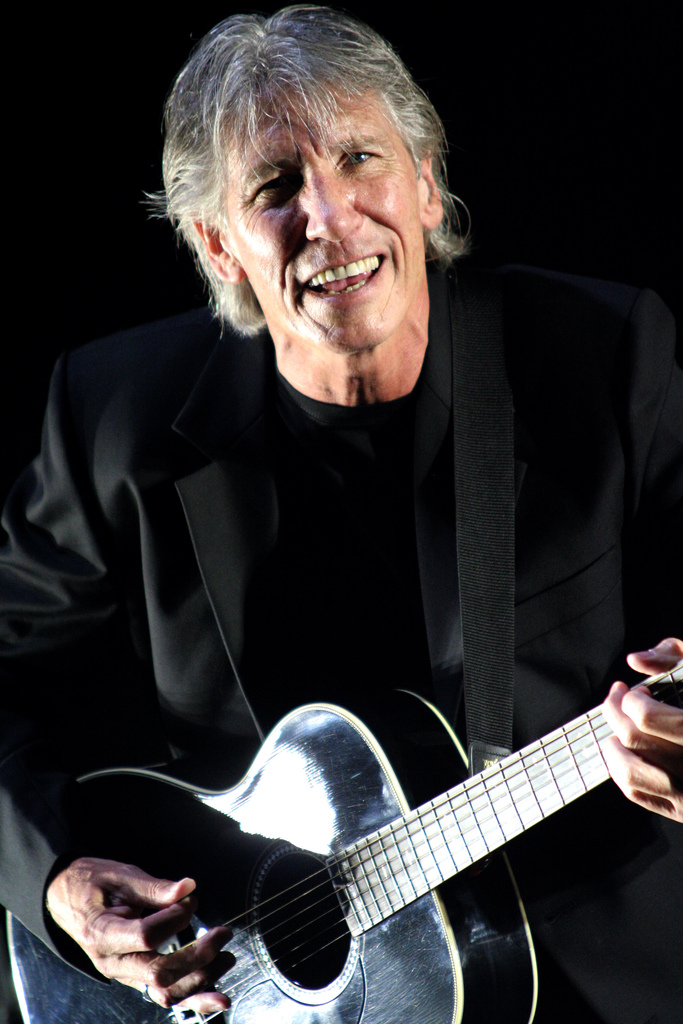
Roger Waters. Morumbi Stadium, São Paulo, Brasil.

La lista de canciones en la gira se mantuvo constante después del 8 de junio de 2006. Conciertos anteriores incluían "The Gunner's Dream", y había un orden diferentede canciones. Un corte de energía en el concierto de 29 de junio de 2006 obligó a una interrupción temprana, y por lo tanto en la segunda parte del espectáculo "Leaving Beirut" y "Sheep" son interpretadas antes de todas las canciones de The Dark Side of the Moon.
Primera parte
1. In the Flesh
2. Mother
3. Set the Controls for the Heart of the Sun
4. Shine On You Crazy Diamond (Parts II - V)
5. Have a Cigar
6. Wish You Were Here
7. Southampton Dock
8. The Fletcher Memorial Home
9. Perfect Sense  (Part I & II)
10. Leaving Beirut
11. Sheep

Segunda parte (The Dark Side of the Moon)
1. Speak to Me
2. Breathe
3. On the Run
4. Time
5. The Great Gig in the Sky
6. Money
7. Us and Them
8. Any Colour You Like
9. Brain Damage
10. Eclipse

Bis
1. The Happiest Days of Our Lives
2. Another Brick in the Wall (Part II)
3. Vera
4. Bring the Boys Back Home
5. Comfortably Numb

## DVD
Según una entrevista con el mánager de Roger, se está realizando un DVD de la gira y por ahora no hay confirmada una fecha de lanzamiento .

## Imágenes de la gira
|                                                               |
| Roger Waters en Wuhlheide Park, Berlín el 8 de junio de 2006. |

|                                                         |
| En el "Norwegian Wood Festival" el 14 de junio de 2006. |

|                                                         |
| "Eclipse" en el Hollywood Bowl el 5 de octubre de 2006. |

|                                                             |
| En el Palau Sant Jordi de Barcelona el 21 de abril de 2007. |

## Fechas de la gira
Waters anunció que se realizarían 62 fechas más en todo el mundo en 2007. El tour se reanudó a finales de enero y febrero con conciertos en Australia, Nueva Zelanda, India, Hong Kong, y China. Luego siguieron los conciertos en América del Sur y Europa, incluyendo el Reino Unido, seguido de 27 fechas en EE. UU. y Canadá en junio y julio.
El 17 de diciembre de 2007 se anunció que Roger Waters tocaría en Odense, Dinamarca el 13 de mayo de 2008., pero el 19 de diciembre, solo dos días después del primer anuncio, se confirmó también que se presentaría en el Festival Pinkpop en Holanda el 11 de mayo de 2008. El 21 de enero de 2008, después de un montón de especulaciones, finalmente se anunció que Roger también estaría en el Festival de Música y Artes de Coachella Valley en California, el domingo 27 de abril como cabeza de cartel en la noche final.
El 3 de febrero se anunció que Waters estaría en Denver, Colorado, el 30 de abril, casi ocho años desde la última vez que se presentó allí (3 de julio de 2000), durante la gira In the Flesh Live. Otras dos fechas en EE. UU. se confirmaron: Dallas (2 de mayo) y Houston (4 de mayo). El 20 de febrero, se anunció otra fecha en Europa, esta vez en Granada, España (9 de mayo).
El 26 de febrero se anunciaron las que supuestamente serían las últimas fechas de la gira que fueron en Liverpool (15 de mayo) y en Londres (18 de mayo). Finalmente el 5 de marzo un segundo concierto fue confirmado en Londres.
El último concierto de la gira tuvo lugar el 6 de junio en la Plaza del Palacio de San Petersburgo, Rusia, durante la celebración del Festival Noches Blancas.

### 2006 Gira europea
- 2 de junio -  Portugal, Rock In Rio Festival Lisboa
- 4 de junio -  Italia, Anfiteatro Arena di Verona
- 5 de junio -  Italia, Anfiteatro Arena di Verona
- 8 de junio -  Alemania, Wuhlheide, Berlín
- 10 de junio -  Países Bajos, Arrow Rock Festival, Lichtenvoorde
- 12 de junio -  Islandia, Egilshöll Arena, Reykjavik (con Nick Mason)
- 14 de junio -  Noruega, Norwegian Wood Festival, Oslo
- 16 de junio -  Italia, Olímpico Stadium, Roma
- 18 de junio -  Grecia, Terra Vibe Park, Atenas
- 20 de junio -  Turquía, Kurucesme Arena, Estambul
- 22 de junio -  Israel, Monastery Grounds, Latrun, Neve Shalom
- 24 de junio -  Rusia, Vassilyevskiy Spusk, Red Square, Moscú
- 26 de junio -  Noruega, Viking Stadium, Stavanger
- 29 de junio -  Irlanda, Marquee Festival, Cork, (con Nick Mason)
- 1 de julio -  Reino Unido, Hyde Park Calling Festival, Londres,(con Nick Mason)
- 2 de julio -  Dinamarca, Roskilde Festival
- 7 de julio -  Países Bajos, Ahoy, Róterdam
- 10 de julio -  Malta, Luxol Fields, Swieqi
- 12 de julio -  Italia, Piazza Napoleone, Lucca, (con Nick Mason)
- 14 de julio -  Francia, Circuito de F1 Magny-Cours, Nevers, (con Nick Mason)
- 16 de julio -  Suiza, Moon and Stars Festival, Locarno

### 2006 Gira norteamericana
- 06 Sept -  Estados Unidos, PNC Bank Arts Center, Holmdel, NJ
- 08 Sept -  Estados Unidos, Tweeter Center, Mansfield, Mass
- 09 Sept -  Estados Unidos, Tweeter Center, Mansfield, Mass
- 12 Sept -  Estados Unidos, Madison Square Garden, Nueva York (con Nick Mason)
- 13 Sept -  Estados Unidos, Madison Square Garden, Nueva York (con Nick Mason)
- 15 Sept -  Estados Unidos, Jones Beach, Wantagh, NY
- 16 Sept -  Estados Unidos, Tweeter Center, Camden, NJ
- 18 Sept -  Estados Unidos, The Palace, Detroit, MI
- 20 Sept -  Canadá, Air Canadá Centre, Toronto
- 21 Sept -  Canadá, Bell Centre, Montreal
- 23 Sept -  Estados Unidos, Nissan Pavilion, Bristow, VA
- 24 Sept -  Estados Unidos, Post Gazette Pavilion, Pittsburgh, PA
- 27 Sept -  Estados Unidos, Quicken Loans Arena, Cleveland, OH
- 29 Sept -  Estados Unidos, First Midwest Bank Amphitheatre, Tinley Park, IL
- 30 Sept -  Estados Unidos, Verizon Wireless, Indianápolis, IN
- 03 Oct -  Estados Unidos, Cricket Pavilion, Phoenix, AZ
- 05 Oct -  Estados Unidos, Hollywood Bowl, Los Ángeles, CA (con Nick Mason)
- 06 Oct -  Estados Unidos, Hollywood Bowl, Los Ángeles, CA (con Nick Mason)
- 08 Oct -  Estados Unidos, Hollywood Bowl, Los Ángeles, CA (con Nick Mason)
- 10 Oct -  Estados Unidos, Shoreline Amphitheatre, Mountain View, CA
- 12 Oct -  Estados Unidos, Key Arena, Seattle, WA

### 2007 Gira en Australia, Nueva Zelanda y Asia
- 25 ene -  Australia, Acer Arena, Sídney
- 27 ene -  Nueva Zelanda, Jade Stadium, Christchurch
- 29 ene -  Nueva Zelanda, North Harbour Stadium, Auckland
- 01 Feb -  Australia, Rod Laver Arena, Melbourne
- 02 Feb -  Australia, Rod Laver Arena, Melbourne
- 05 Feb -  Australia, Brisbane Entertainment Centre
- 07 Feb -  Australia, Adelaide Entertainment Centre
- 09 Feb -  Australia, Members Equity Stadium, Perth
- 12 Feb -  China, Grand Stage, Shanghái
- 15 Feb -  Hong Kong, Convention & Exhibition Centre
- 18 Feb -  India, MMRDA Grounds, Mumbai
- 21 Feb -  Emiratos Árabes Unidos, Media City, Dubái

### 2007 Gira latinoamericana
- 02 Mar -  México, Estadio Universitario, Monterrey
- 04 Mar -  México, Estadio Tres de Marzo, Guadalajara
- 06 Mar -  México, Foro Sol, México DF
- 09 Mar -  Colombia, Parque Metropolitano Simón Bolívar, Bogotá
- 12 Mar -  Perú, Estadio Monumental, Lima
- 14 Mar -  Chile, Estadio Nacional, Santiago
- 17 Mar -  Argentina, Estadio Monumental Antonio Vespucio Liberti, Buenos Aires
- 18 Mar -  Argentina, Estadio Monumental Antonio Vespucio Liberti, Buenos Aires
- 23 Mar -  Brasil, Praça da Apoteose, Río de Janeiro
- 24 Mar -  Brasil, Estádio do Morumbi, São Paulo

### 2007 Gira europea
- 11 abr -  Suiza, Hallenstadion, Zürich
- 13 abr -  República Checa, Sazka Arena, Praga
- 14 abr -  Hungría, Papp Laszlo Arena, Budapest
- 16 abr -  Alemania, Cologne Arena
- 18 abr -  Alemania, Leipzig Arena
- 19 abr -  Alemania, Colour Line Arena, Hamburgo
- 21 abr -  España, Palau Sant Jordi, Barcelona
- 23 abr -  Italia, Datchforum, Milán
- 25 abr -  Bélgica, Sportpaleis Merksem, Antwerp
- 27 abr -  Suecia, Globen, Stockholm
- 29 abr -  Noruega, Vestlandshallen, Bergen
- 1 de mayo -  Dinamarca, Augustenborg, Soenderborg
- 3 de mayo -  Francia, Palais Omnisports de Paris-Bercy, París
- 5 de mayo -  Países Bajos, Gelredome, Arnhem
- 7 de mayo -  Reino Unido, MEN Arena, Mánchester
- 8 de mayo -  Reino Unido, NEC Arena, Birmingham
- 11 de mayo -  Reino Unido, Earls Court, Londres
- 12 de mayo -  Reino Unido, Earls Court, Londres (Con Nick Mason)
- 14 de mayo -  Irlanda, The Point Theatre, Dublín

### 2007 Gira norteamericana
- 18 may -  Estados Unidos, Sound Advice Amphitheater, West Palm Beach, Florida
- 19 may -  Estados Unidos, Ford Amphitheater, Tampa, Florida
- 22 may -  Estados Unidos, Philips Arena, Atlanta, Georgia
- 24 de mayo -  Estados Unidos, Continental Airlines Arena, East Rutherford, Nueva Jersey
- 30 de mayo -  Estados Unidos, Madison Square Garden, Nueva York
- 1 de junio -  Estados Unidos, Wachovia Center, Philadelphia, Pensilvania
- 2 de junio -  Estados Unidos, Wachovia Center, Philadelphia, Pensilvania
- 4 de junio -  Canadá, Colisée Pepsi Quebec City, Quebec
- 6 de junio -  Canadá, Scotiabank Place, Ottawa, Ontario
- 7 de junio -  Canadá, Bell Centre, Montreal, Quebec
- 9 de junio -  Estados Unidos, United Center, Chicago, Illinois
- 13 de junio -  Estados Unidos, Hollywood Bowl, Los Ángeles, California
- 15 de junio -  Estados Unidos, Verizon Wireless Amphitheatre, Irvine, California
- 16 de junio -  Estados Unidos, MGM Grand, Las Vegas, Nevada
- 19 de junio -  Estados Unidos, Oracle Arena, Oakland, California
- 21 de junio -  Canadá, GM Place, Vancouver, British Columbia
- 23 de junio -  Canadá, Saddledome, Calgary, Alberta
- 24 de junio -  Canadá, Rexall Place, Edmonton, Alberta
- 27 de junio -  Canadá, MTS Centre, Winnipeg, Manitoba
- 29 de junio -  Estados Unidos, Qwest Center Omaha, Omaha, Nebraska
- 30 de junio -  Estados Unidos, Xcel Center, Saint Paul, Minnesota
- 2 de julio -  Estados Unidos, Marcus Amphitheater, MilwaReino Unidoee, Wisconsin
- 7 de julio -  Estados Unidos, Giants Stadium, East Rutherford, New Jersey, (como parte del Live Earth)
- 9 de julio -  Estados Unidos, TD Banknorth Garden, Boston, Massachusetts
- 10 de julio -  Estados Unidos, The Meadows, Hartford, Connecticut
- 12 de julio -  Estados Unidos, Darien Lake Performing Arts Center, Darien, New York
- 14 de julio -  Canadá, Rogers Centre, Toronto, Ontario

### Mini gira 2008
- 27 abr -  Estados Unidos, Indio, California. Coachella Valley Music & Artists Festival
- 30 abr -  Estados Unidos, Pepsi Center, Denver, Colorado, USA
- 2 may -  Estados Unidos, SuperPages.com Center, Dallas, Texas, USA
- 9 de mayo -  España, Atarfe (Granada)
- 11 de mayo -  Países Bajos, Landgraaf
- 13 de mayo -  Dinamarca, Fionia Park, Odense
- 15 de mayo -  Reino Unido, Echo Arena, Liverpool
- 18 de mayo -  Reino Unido, O2 Arena, Londres
- 19 de mayo -  Reino Unido, O2 Arena, Londres
- 6 de junio -  Rusia, Palace Square, San Petersburgo